# Rawicz
Rawicz (germană Rawitsch) este un oraș în Polonia.